# 흑석로
흑석로(Heukseok-ro)는 전라남도 해남군 옥천면에서 영암군 미암면 독천터미널앞 교차로 을 잇는 도로이다.

## 연혁
- 2009년 7월 3일 : 2개 이상 시·군에 걸쳐 있는 광역도로로 흑석로를 고시[1]

## 주요 경유지
전라남도
- 해남군 (옥천면 . 마산면 . 계곡면) - 영암군 (미암면)

## 노선
| 이름                | 접속 노선             | 소재지 | 소재지 | 비고 |
| ------------------- | --------------------- | ------ | ------ | ---- |
| (이름없음)          | 해남로                | 해남군 | 옥천면 |      |
| 팔산교              |                       | 해남군 | 옥천면 |      |
| 맹진교              |                       | 해남군 | 마산면 |      |
| 계곡면돈주리 교차로 | 둔주포길              | 해남군 | 계곡면 |      |
| 돈주교              |                       | 해남군 | 계곡면 |      |
| 계곡면덕정리 삼거리 | 둔주포길              | 해남군 | 계곡면 |      |
| 가학교              |                       | 해남군 | 계곡면 |      |
| 미암면선황리 교차로 | 잿등로                | 영암군 | 미암면 |      |
| 채지 교차로         | 국도 제2호선 (녹색로) | 영암군 | 미암면 |      |
| 독천터미널앞 교차로 | 독천로 망월천로       | 영암군 | 미암면 |      |
| 독천로와 직결       |                       |        |        |      |

## 주요 건물및 시설
- 미암면 의용소방대 (흑석로 1601/춘동리 106-25)